# Большевистский сельсовет (Курганская область)
Большевистский сельсовет — упразднённые административно-территориальная единица и муниципальное образование со статусом сельского поселения в составе Шумихинского района Курганской области в связи с преобразованием района в Шумихинский муниципальный округ.
Административный центр — село Крутая Горка.

## История
В соответствии с Законом Курганской области от 6 июля 2004 года № 419 сельсовет наделён статусом сельского поселения.

## География
В центральной части территории сельсовета находится озеро Котлик.

## Население
| 1989 | 2002  | 2010  | 2012  | 2013  | 2014 | 2015 |
| ---- | ----- | ----- | ----- | ----- | ---- | ---- |
| 1770 | ↘1556 | ↘1222 | ↘1144 | ↘1049 | ↘987 | ↗990 |
| 2016 | 2017  | 2018  | 2019  | 2020  |      |      |
| ↘959 | ↘921  | ↘879  | ↘842  | ↘820  |      |      |

## Состав сельского поселения
| № | Населённый пункт | Тип населённого пункта       | Население |
| - | ---------------- | ---------------------------- | --------- |
| 1 | Дубравная        | деревня                      | ↘37       |
| 2 | Котлик           | деревня                      | ↘136      |
| 3 | Красный Холм     | деревня                      | ↘197      |
| 4 | Крутая Горка     | село, административный центр | ↘729      |
| 5 | Курганова        | деревня                      | ↘28       |
| 6 | Межлесье         | деревня                      | ↘95       |